# Stade municipal de Kiryat Shmona
Le stade municipal de Kiryat Shmona (en hébreu : אצטדיון עירוני קריית שמונה), est un stade de football israélien situé dans la ville de Kiryat Shmona, dans le nord du pays en Galilée.
Pouvant accueillir 5 300 spectateurs, il sert d'enceinte à domicile au club de football du Hapoël Ironi Kiryat Shmona.

## Histoire
Achevé en 1989 (pouvant accueillir à l'époque 2 300 spectateurs), le stade a subi d'importantes rénovations en 2006 après la montée du Hapoël Ironi Kiryat Shmona en première division israélienne. De nouveaux sièges en plastique ont remplacé ceux en béton, le terrain a été refait, et des installations de diffusion et des projecteurs ont été érigés. Un parking a également été aménagé dans le nord du stade.
En 2008, une tribune-est est construite, faisant passer la capacité du stade de 500 à 5 300 spectateurs.
En 2017, de nouveaux bancs sont installés, et tous les sièges de l'ancienne tribune ouest sont remplacés. L'infrastructure d'irrigation est améliorée et la pelouse est changée pour éviter une inondation hivernale. Un écran de résultats de 40m2 est installé sur la face-sud et une nouvelle cabine de diffusion surélevée est installée dans la tribune ouest.

## Événements
- 13 août 2009 : Concert de Shlomo Artzi en l'honneur du 60e anniversaire de la fondation de la ville.
- 2011 : Cérémonie d'ouverture des JCC Maccabi Youth Games (organisés par les communautés juives des États-Unis et du Canada pour les jeunes athlètes juifs), se tenant pour la première fois en Israël et non en Amérique du Nord.

## Galerie

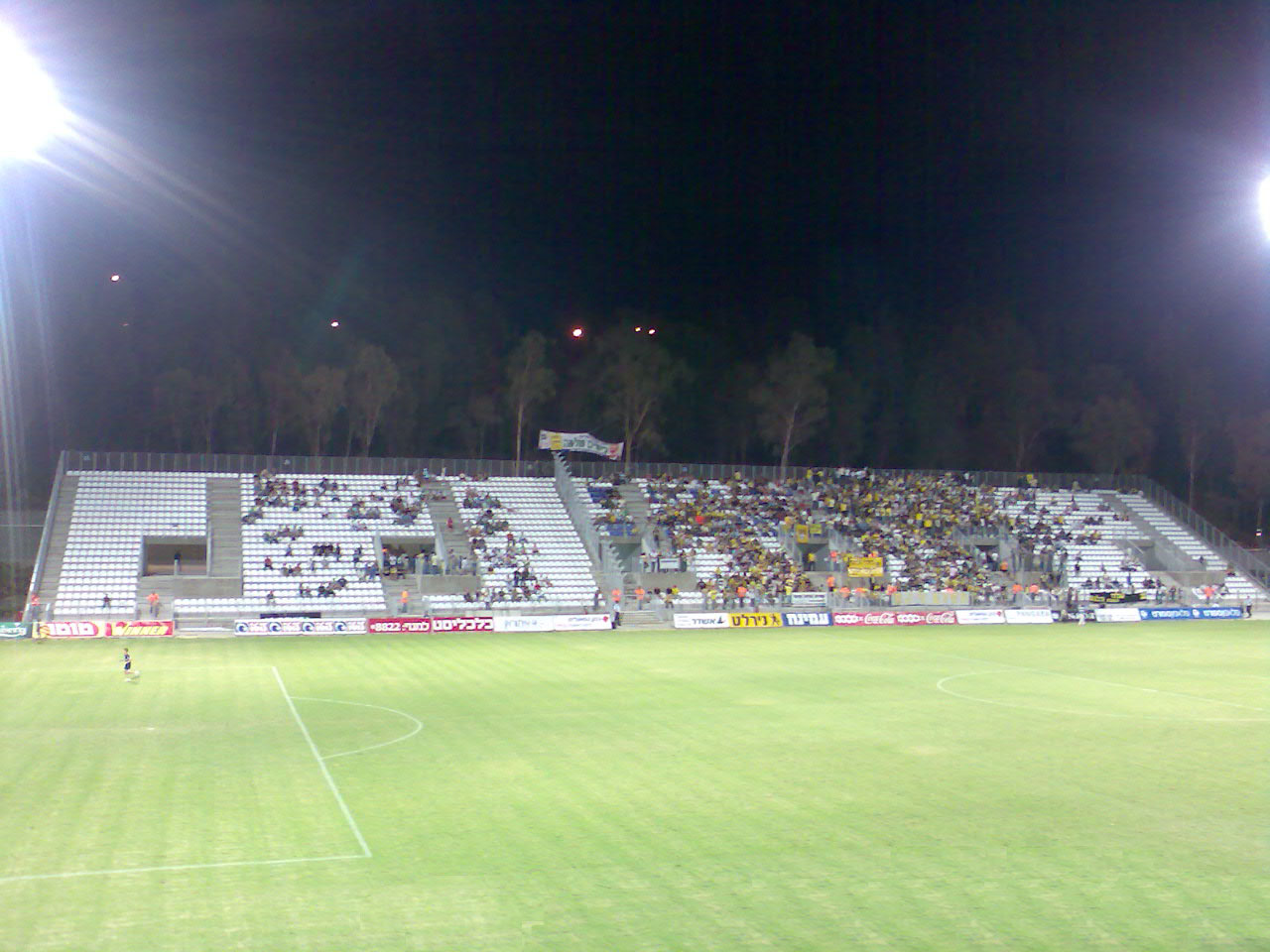
Vue des tribunes
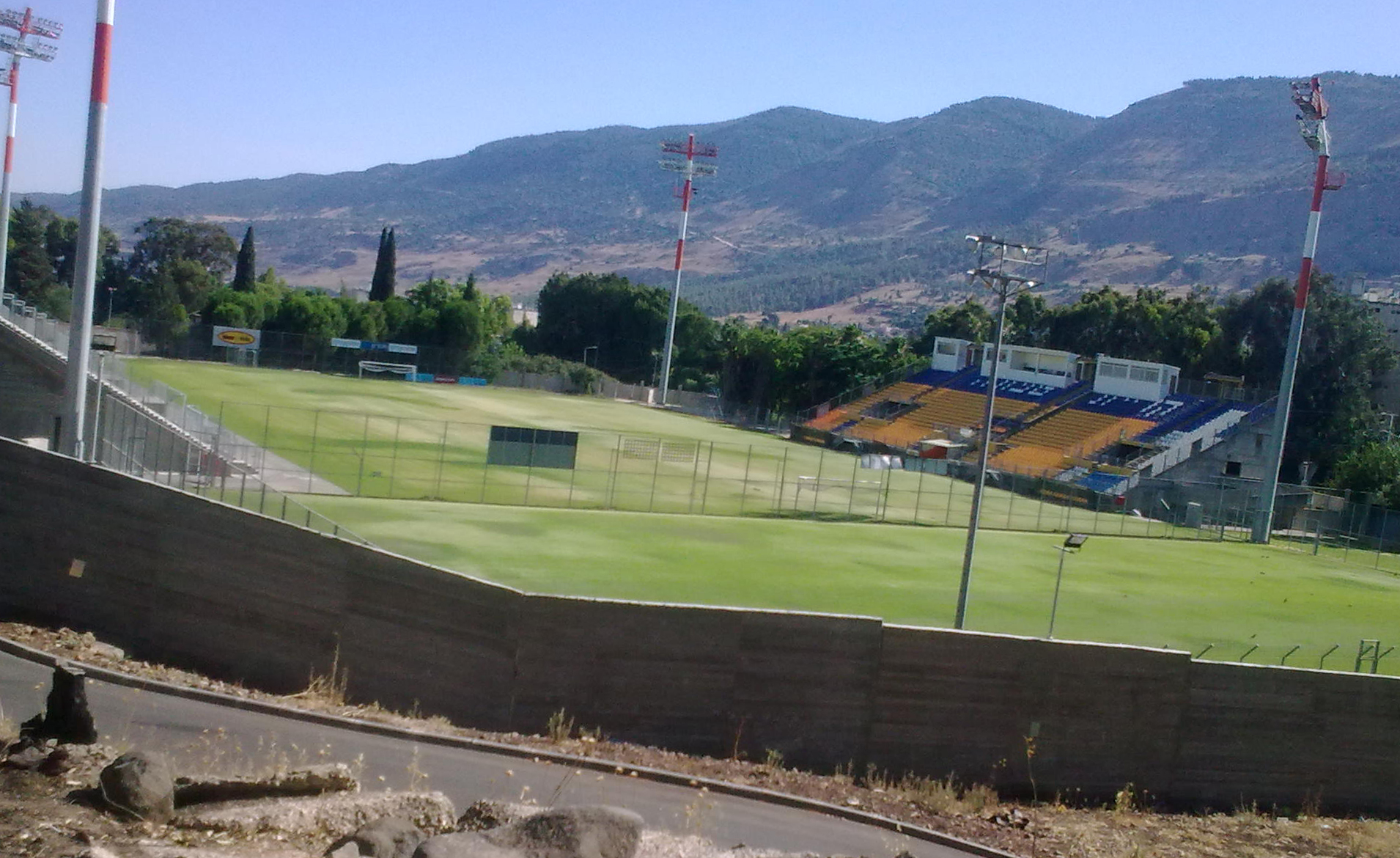
Vue de l'extérieur du stade